# Salvador Rocha Díaz
Salvador Rocha Díaz (San Miguel de Allende, Guanajuato, 21 de diciembre de 1937 - Ciudad de México, 17 de julio de 2011) fue un abogado y político mexicano, miembro del Partido Revolucionario Institucional como diputado Federal y senador-Asimismo, fue ministro numerario de la Suprema Corte de Justicia de la Nación y ocupado otros cargos políticos de importancia.
Salvador Rocha Díaz tuvo un amplio prestigio como abogado, carrera de la que se graduó en la Universidad Nacional Autónoma de México, electo diputado federal por el Distrito electoral federal 9 de Guanajuato a la LII Legislatura de 1982 a 1985, ha ocupado en dos ocasiones el cargo de Secretario General de Gobierno de Guanajuato, durante el gobierno de Enrique Velasco Ibarra de 1984 a 1985, por nombramiento directo del entonces Secretario de Gobernación, Manuel Bartlett Díaz, impuesto al gobernador; y en el de Carlos Medina Plascencia de 1991 a 1994, en la administración de Medina llegó al cargo siendo priista y el gobernador panista como parte del acuerdo que permitió la no asunción de Ramón Aguirre Velázquez y el nombramiento como interino de Medina después de las cuestionadas Elecciones de 1991; además fue ministro de la Suprema Corte de Justicia de la Nación de 1988 a 1991 y electo senador por Guanajuato para el periodo de 1994 a 2000 y diputado federal plurinominal a la LVIII Legislatura de 2000 a 2003.
Durante los últimos años de su vida se dedicó al ejercicio de su profesión de abogado, destacando como abogado de TV Azteca en su conflicto con CNI Canal 40 en el denominado Chiquihuitazo, y de Grupo México en su litigio con el Sindicato Minero encabezado por Napoleón Gómez Urrutia.
Falleció en la Ciudad de México el 17 de julio de 2011.